# 不起訴處分
不起訴處分（英語：Not to Prosecuted）是檢察官在犯罪偵查終結後，放棄對被告起訴的一種具有司法性質的行政處分，一般簡稱不起訴。

## 分類
不起訴處分又可分為「絕對不起訴」以及「相對不起訴」。
前者指檢察官依《刑事訴訟法》規定不得起訴；後者則是檢察官依職權裁量起訴被告與否後，決定不起訴被告之處分，故又稱「職權不起訴」。

## 中華民國（臺灣）
- 刑事訴訟法第252條，絕對不起訴情況之列舉：
  1. 曾經判決確定者。
  2. 時效已完成者。
  3. 曾經大赦者。
  4. 犯罪後之法律已廢止其刑罰者。
  5. 告訴或請求乃論之罪，其告訴或請求已經撤回或已逾告訴期間者。
  6. 被告死亡者。（例如：十信案的蔡辰洲、寶來證券的白文正、2012年東京台灣女留學生命案的張志揚、2016年桃園火燒車事件）
  7. 法院對於被告無審判權者。（如：非該管法院所轄案件）
  8. 行為不罰者。
  9. 法律應免除其刑者。
  10. 犯罪嫌疑不足者。（罪證不足）
- 刑事訴訟法第253條，第三百七十六條第一項各款所規定之案件，檢察官參酌刑法第五十七條所列事項，認為以不起訴為適當者，得為不起訴之處分。（微罪不舉）
- 刑事訴訟法第254條，執行刑罰無實益。
  - 被告犯數罪時，其一罪已受重刑之確定判決，檢察官認為他罪雖行起訴，於應執行之刑無重大關係者，得為不起訴之處分。

## 外部連結
- 微罪不舉 （页面存档备份，存于） - 裁判書用語辭典資料庫查詢系統－名詞解釋